# North-West (circonscription électorale européenne)
North-West est une circonscription électorale irlandaise de 1979 à 2004. Elle permet d'élire trois membres du Parlement européen. L'élection se fait suivant un scrutin proportionnel plurinominal avec scrutin à vote unique transférable.

## Histoire et frontières
La circonscription est créée en 2004 et a succédé à la circonscription de Connacht-Ulster. Pour les élections de 2004, le comté de Clare est transféré de la circonscription de Munster à la nouvelle circonscription North-West. Pour les élections de 2009, les comtés de Longford et Westmeath sont transférés de la circonscription East vers la circonscription North-West.
Depuis 2009, il comprend les comtés de Cavan, Clare, Donegal, Galway, Leitrim, Longford, Mayo, Monaghan, Roscommon, Sligo et Westmeath; et la ville de Galway.
Pour les élections au Parlement européen de 2014, la circonscription est supprimée. Elle devient une partie de la nouvelle circonscription Midlands–North-West, à l'exception du comté de Clare, qui est transféré à la circonscription South.

## Députés
Note : Les colonnes de ce tableau sont utilisées uniquement à des fins de présentation et aucune importance ne doit être attachée à l'ordre des colonnes. Pour plus de détails sur l'ordre dans lequel les sièges ont été remportés à chaque élection, voir les résultats détaillés de cette élection.

## Élections européennes de 2009
| Parti | Parti              | Candidat               | %    | Comptage | Comptage | Comptage | Comptage | Comptage | Comptage |
| Parti | Parti              | Candidat               | %    | 1        | 2        | 3        | 4        | 5        | 6        |
| --- | ------------------ | ---------------------- | ---- | -------- | -------- | -------- | -------- | -------- | -------- |
| | Sans étiquette     | Marian Harkin          | 17,1 | 84 813   | 89 938   | 99 561   | 103 942  | 112 210  | 121 672  |
| | Fianna Fáil        | Pat the Cope Gallagher | 16,7 | 82 643   | 84 680   | 85 842   | 87 714   | 112 622  | 120 930  |
| | Fine Gael          | Jim Higgins            | 16,2 | 80 093   | 82 457   | 86 597   | 111 133  | 113 810  | 120 185  |
| | Libertas Ireland   | Declan Ganley          | 14,3 | 67 638   | 69 925   | 72 475   | 73 994   | 75 705   | 84 277   |
| | Sinn Féin          | Pádraig Mac Lochlainn  | 9,2  | 45 515   | 47 413   | 50 225   | 52 384   | 54 737   |          |
| | Fianna Fáil        | Paschal Mooney         | 8,7  | 42 985   | 44 719   | 45 687   | 47 702   |          |          |
| | Fine Gael          | Joe O'Reilly           | 7,6  | 37 564   | 38 854   | 42 350   |          |          |          |
| | Parti travailliste | Susan O'Keeffe         | 5,8  | 28 658   | 31 176   |          |          |          |          |
| | Sans étiquette     | Michael McNamara       | 2,6  | 12 744   |          |          |          |          |          |
| | Sans étiquette     | Fiachra Ó Luain        | 1,3  | 6 510    |          |          |          |          |          |
| | Sans étiquette     | John Francis Higgins   | 0,6  | 3 030    |          |          |          |          |          |
| | Sans étiquette     | Noel McCullagh         | 0,4  | 1 940    |          |          |          |          |          |
| | Sans étiquette     | Thomas King            | 0,2  | 1 124    |          |          |          |          |          |
| Électorat : 805 626 Valide : 495 257 Non valide : 15 675 (3,1 %) Quota : 123 815 Participation : 510 932 (63,4 %) |                    |                        |      |          |          |          |          |          |          |

## Élections européennes de 2004
| Parti | Parti              | Candidat               | %    | Comptage | Comptage | Comptage | Comptage | Comptage |
| Parti | Parti              | Candidat               | %    | 1        | 2        | 3        | 4        | 5        |
| --- | ------------------ | ---------------------- | ---- | -------- | -------- | -------- | -------- | -------- |
| | Fianna Fáil        | Seán Ó Neachtain       | 14,7 | 62 085   | 62 855   | 66 130   | 90 830   | 102 384  |
| | Sans étiquette     | Marian Harkin          | 15,8 | 66 664   | 71 458   | 76 195   | 81 610   | 100 522  |
| | Fine Gael          | Jim Higgins            | 14,1 | 56 396   | 61 262   | 78 938   | 81 623   | 92 657   |
| | Sinn Féin          | Pearse Doherty         | 15,5 | 65 321   | 68 412   | 70 309   | 76 315   | 85 996   |
| | Sans étiquette     | Dana Rosemary Scallon  | 13,5 | 56 992   | 58 774   | 66 739   | 72 889   |          |
| | Fianna Fáil        | Jim McDaid             | 12,4 | 52 139   | 52 938   | 54 654   |          |          |
| | Fine Gael          | Madeleine Taylor-Quinn | 9,9  | 41 570   | 43 093   |          |          |          |
| | Parti travailliste | Hughie Baxter          | 3,3  | 13 948   |          |          |          |          |
| | Sans étiquette     | Mary Hainsworth        | 0,8  | 3 308    |          |          |          |          |
| Électorat : 688 804 Valide : 421 423 Non valide : 14 487 (3,3 %) Quota : 105 356 Participation : 435 910 (63,3 %) |                    |                        |      |          |          |          |          |          |